# Deparia omeiensis
Deparia omeiensis là một loài thực vật có mạch trong họ Woodsiaceae. Loài này được (Z.R. Wang) M. Kato miêu tả khoa học đầu tiên năm 1984.